# Theodemund
Theodemund byl svébský král v druhé polovině 5. století či počatkem 6. století.
Po smrti historika Hydatia v roce 469 nastalo v Hispánii období, z něhož se dochovalo jen velmi málo zdrojů. O vládcích v této době je známo jen velmi málo, až Isidor ze Sevilly v 7. století napsal, že během této doby vládlo v Gallaecii mnoho svébských králů, kteří soupeřili o vládu, přičemž všichni byli ariánského vyznání.
Hypotéza o existenci krále Theodemunda je založena na dokumentu Divisio Wambae, který zmiňuje Theodemunda vládnoucího Svébům v období mezi vládami králů Remismunda a Theodemira. Protože se tato zmínka vyskytuje v církevních spisech vlády vizigótského krále Wamby, domnívá se německý teolog Wilhelm Reinhart, že byla založena na starším zdroji.